# Andreja Koblar
Andreja Koblar nata Grašič (Kranj, 2 settembre 1971) è un'ex biatleta slovena.
È moglie dello sciatore alpino Jernej Koblar, a sua volta sciatore di alto livello.

## Biografia
In Coppa del Mondo ottenne il primo risultato di rilievo il 9 dicembre 1993 a Bad Gastein (24ª), il primo podio il 9 marzo 1995 a Lahti (2ª) e la prima vittoria il 18 gennaio 1996 a Osrblie.
In carriera prese parte a tre edizioni dei Giochi olimpici invernali, Lillehammer 1994 (18ª nella sprint, 44ª nell'individuale), Nagano 1998 (12ª nella sprint, 5ª nell'individuale, 9ª nella staffetta) e Salt Lake City 2002 (10ª nella sprint, 8ª nell'inseguimento, 56ª nell'individuale, 6ª nella staffetta), e a otto dei Campionati mondiali (4ª nella partenza in linea a Kontiolahti/Oslo 1999 il miglior risultato).

## Palmarès

### Coppa del Mondo
- Miglior piazzamento in classifica generale: 4ª nel 1996
- 11 podi (9 individuali, 2 a squadre[2]):
  - 3 vittorie (individuali)
  - 4 secondi posti (individuali)
  - 4 terzi posti (2 individuali, 2 a squadre)

#### Coppa del Mondo - vittorie
| Data             | Località  | Nazione    | Spec. |
| ---------------- | --------- | ---------- | ----- |
| 18 gennaio 1996  | Osrblie   | Slovacchia | IN    |
| 6 marzo 1997     | Nagano    | Giappone   | IN    |
| 11 dicembre 1997 | Östersund | Svezia     | IN    |

Legenda:

IN = individuale